# Aceratherium
Az Aceratherium az emlősök (Mammalia) osztályának páratlanujjú patások (Perissodactyla) rendjébe, ezen belül az orrszarvúfélék (Rhinocerotidae) családjába tartozó fosszilis nem.

## Tudnivalók
Az Aceratherium Ázsiában, Európában és Afrikában élt, a miocén kor idején. A fajok átlagos hosszúsága 230 centiméter, marmagassága 120 centiméter és testtömege majdnem 1 tonna volt.

## Rendszertani besorolása
Az Aceratheriumnak Kaup adta a nevét, ez 1832-ben történt. 1988-ban Carroll az orrszarvúfélék közé sorolta az állatot, később, 2001-ben Kaya és Heissig a családon belül az Aceratheriini nemzetségbe helyezték.

## Rendszerezés
A nembe az alábbi 3 faj tartozik:
- Aceratherium depereti Borissiak, 1927
- Aceratherium incisivum (Cuvier, 1822) - típusfaj
- Aceratherium porpani Deng, Hanta & Jintasakul, 2013[5]

## Jegyzetek

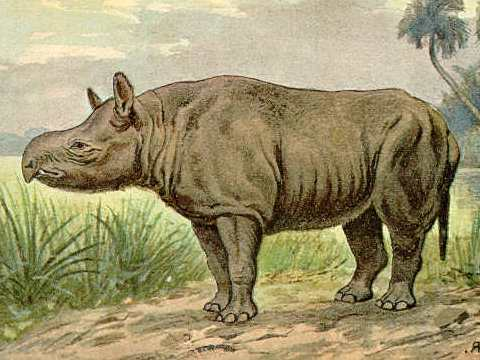
Az Aceratherium rekonstrukciója Heinrich Harder szerint

## Fordítás
- Ez a szócikk részben vagy egészben  az   Aceratherium című angol Wikipédia-szócikk ezen változatának fordításán alapul.  Az eredeti cikk szerkesztőit annak laptörténete sorolja fel. Ez a jelzés csupán a megfogalmazás eredetét és a szerzői jogokat jelzi, nem szolgál a cikkben szereplő információk forrásmegjelöléseként.